# Gare du Point-du-Jour
Pour les articles homonymes, voir Point du jour.
La gare du Point-du-Jour est une gare ferroviaire française de la ligne de Petite Ceinture, sur le boulevard Exelmans, à l'intersection avec l'avenue de Versailles, dans le sud-ouest du 16e arrondissement de Paris. Elle doit son nom au quartier du Point-du-Jour de Billancourt, situé à proximité. La gare était reliée au pont du Point-du-Jour.
Mise en service en 1867, elle est fermée en 1934 puis détruite vers 1960.

## Situation ferroviaire
La gare se situait en aérien sur le viaduc d'Auteuil de la ligne de Petite Ceinture, entre les gares d'Auteuil-Boulogne et de Grenelle-Ceinture. Elle comporte deux voies encadrées par deux quais et est abritée par une grande halle métallique. Cette configuration préfigure celle des stations aériennes du métro de Paris.

## Histoire
La gare du Point-du-Jour est ouverte aux voyageurs le 25 février 1867, comme l'ensemble des gares de la rive gauche de la ligne de Petite Ceinture.
En octobre 1896, à l'occasion de leur visite en France, le tsar de Russie Nicolas II et son épouse Alexandra traversent la gare du Point-du-Jour pour gagner la gare de Passy-la-Muette (16e arrondissement).
Comme le reste de la Petite Ceinture, la gare est fermée au trafic voyageurs à partir du 23 juillet 1934.
Elle a été détruite vers 1960, en même temps que le viaduc d'Auteuil, afin de faciliter le trafic automobile.

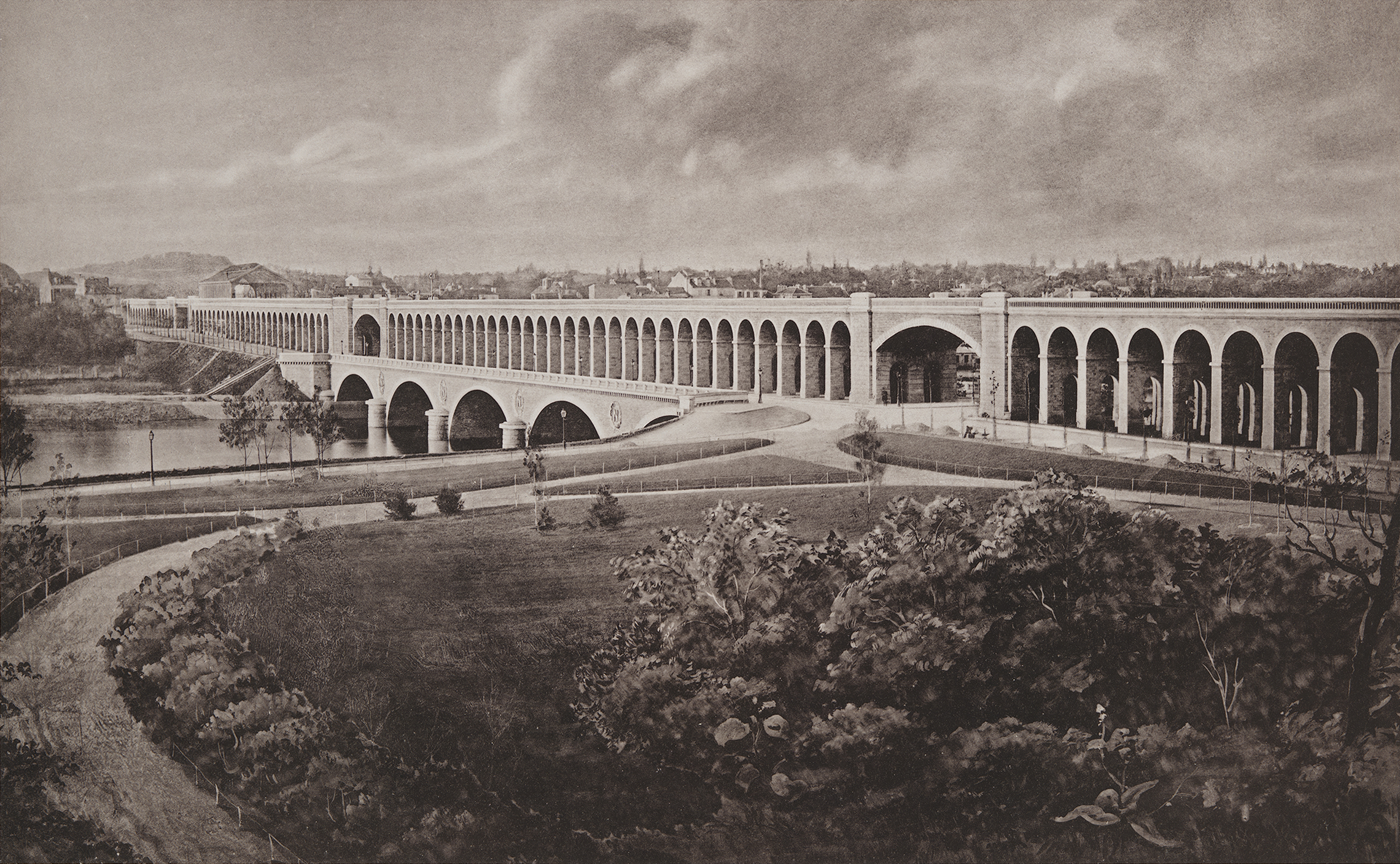
Le viaduc d'Auteuil. La gare du Point-du-Jour est visible en arrière-plan.
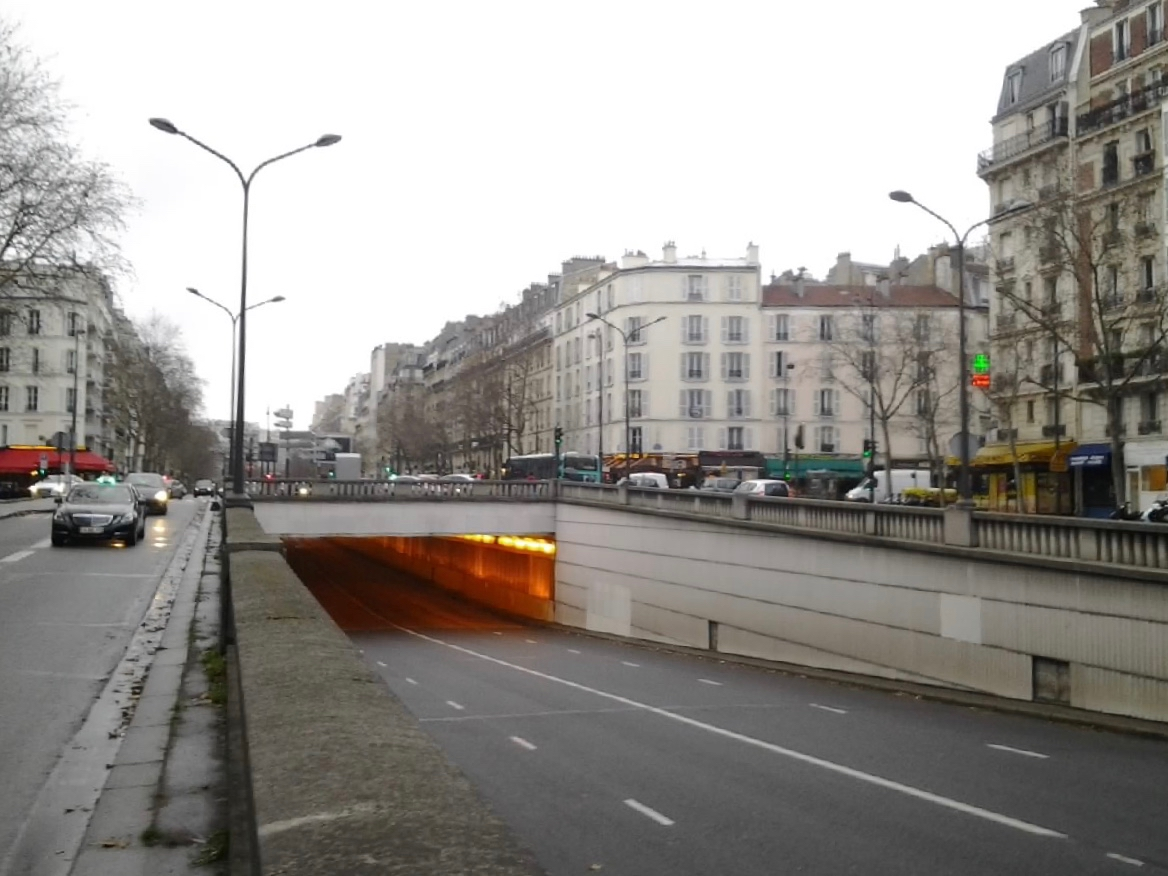
Emplacement de la gare du Point-du-Jour.